# Берна (Нижньосілезьке воєводство)
Берна (пол. Bierna, нім. Berna) — село в Польщі, у гміні Сулікув Зґожелецького повіту Нижньосілезького воєводства.
Населення — 364 особи (2011).
У 1975-1998 роках село належало до Єленьоґурського воєводства.

## Демографія
Демографічна структура станом на 31 березня 2011 року:
|          | Загалом | Допрацездатний вік | Працездатний вік | Постпрацездатний вік |
| -------- | ------- | ------------------ | ---------------- | -------------------- |
| Чоловіки | 186     | 34                 | 126              | 26                   |
| Жінки    | 178     | 28                 | 106              | 44                   |
| Разом    | 364     | 62                 | 232              | 70                   |

## Галерея

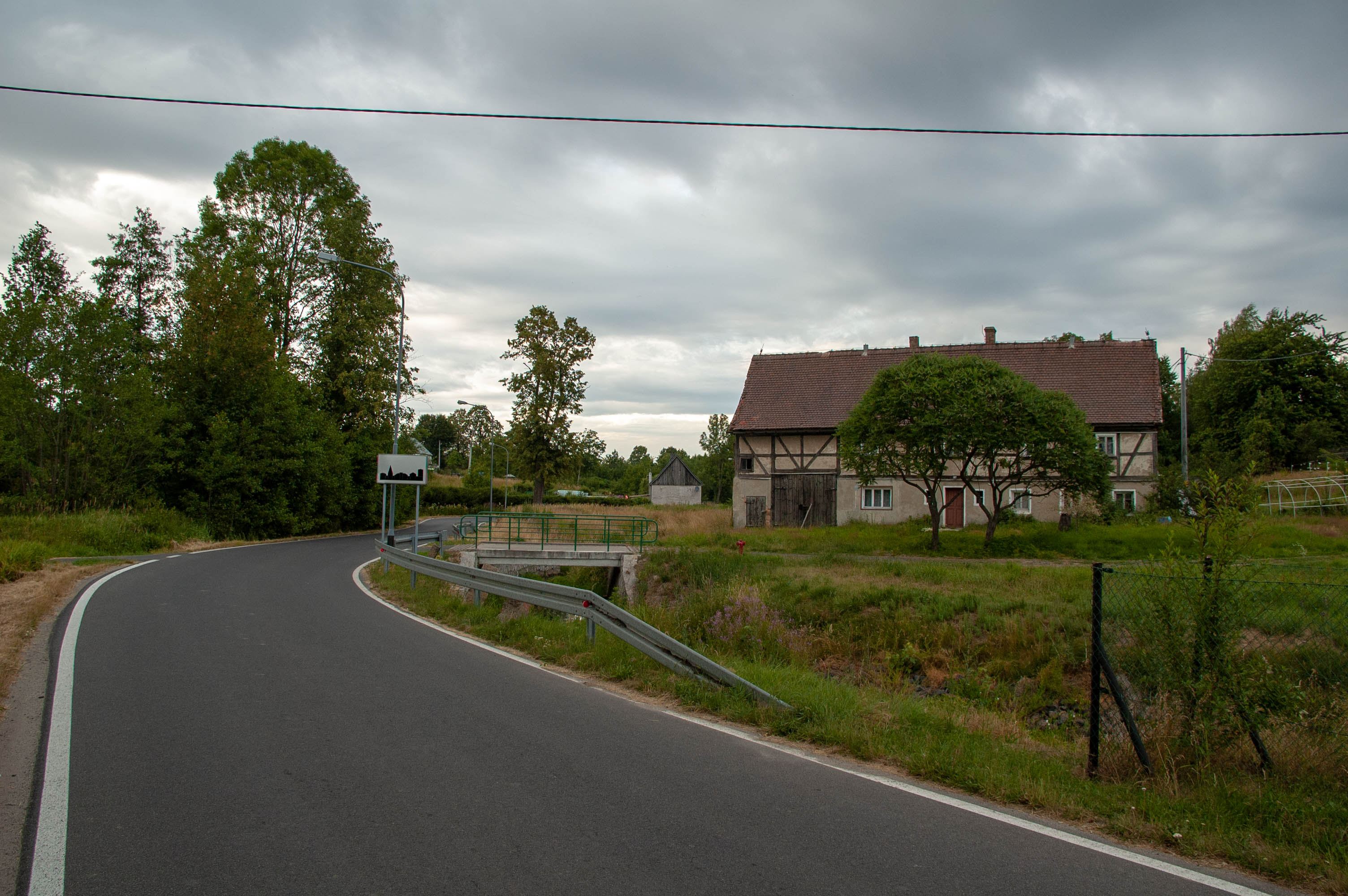
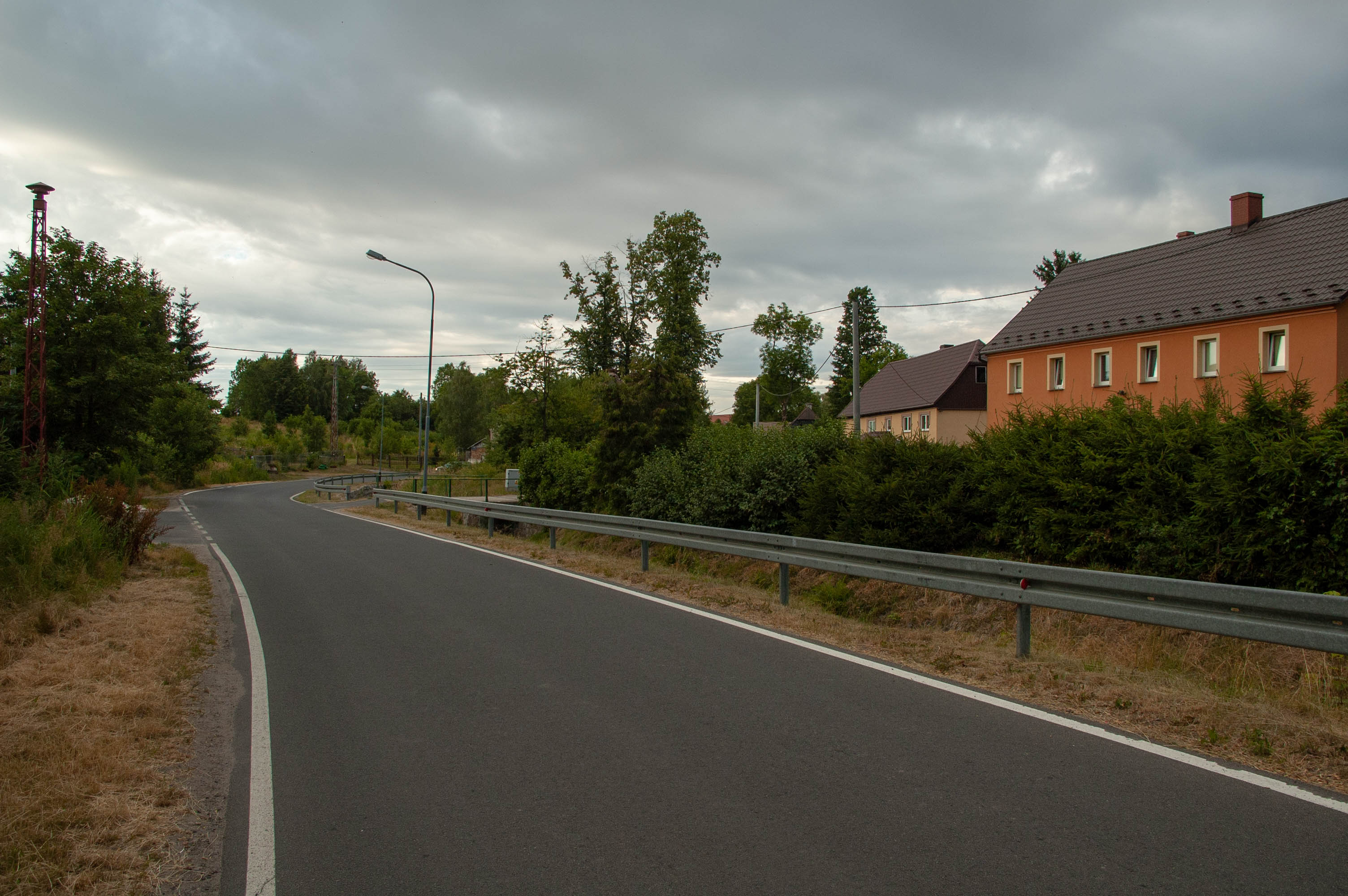
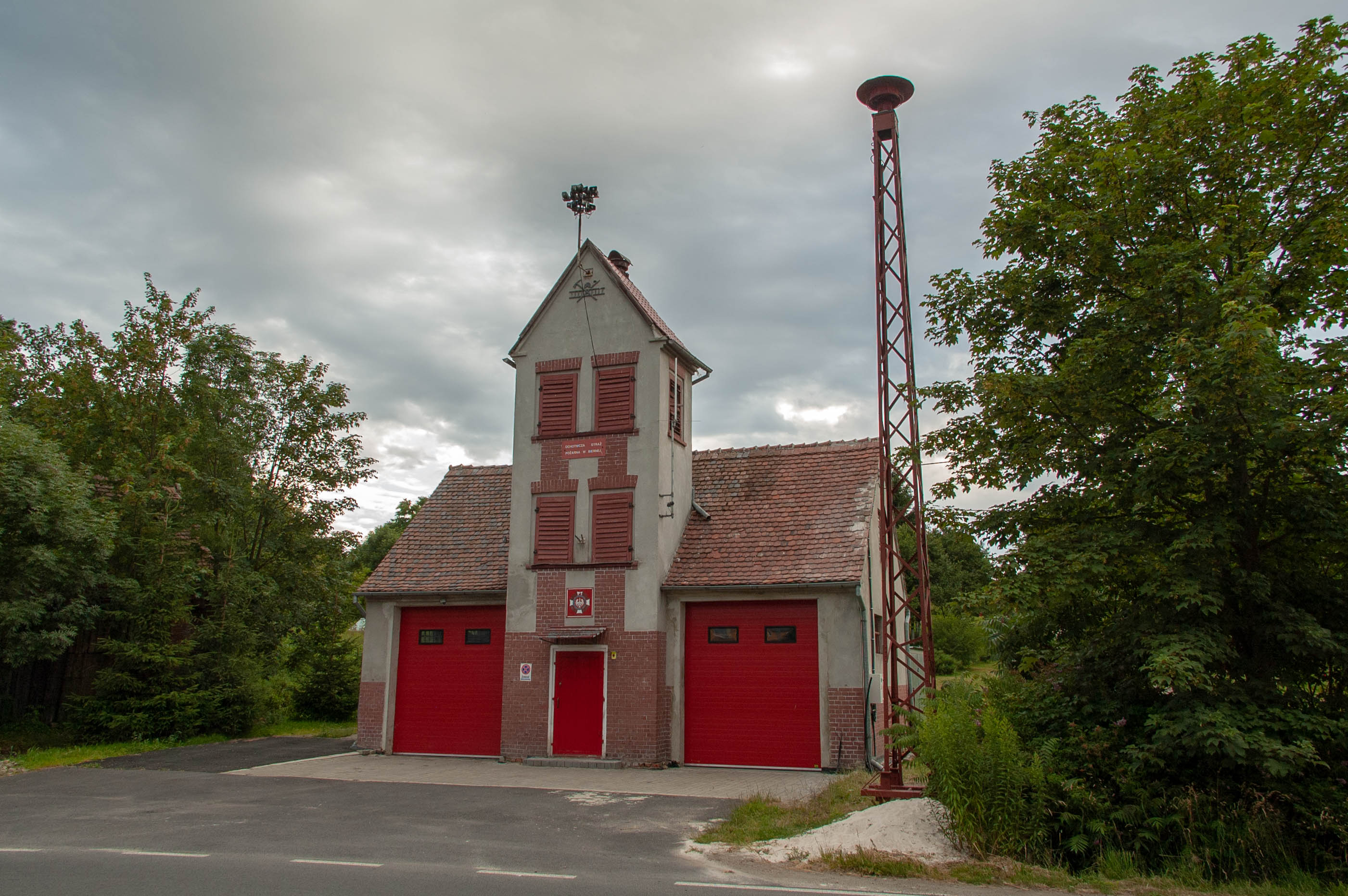
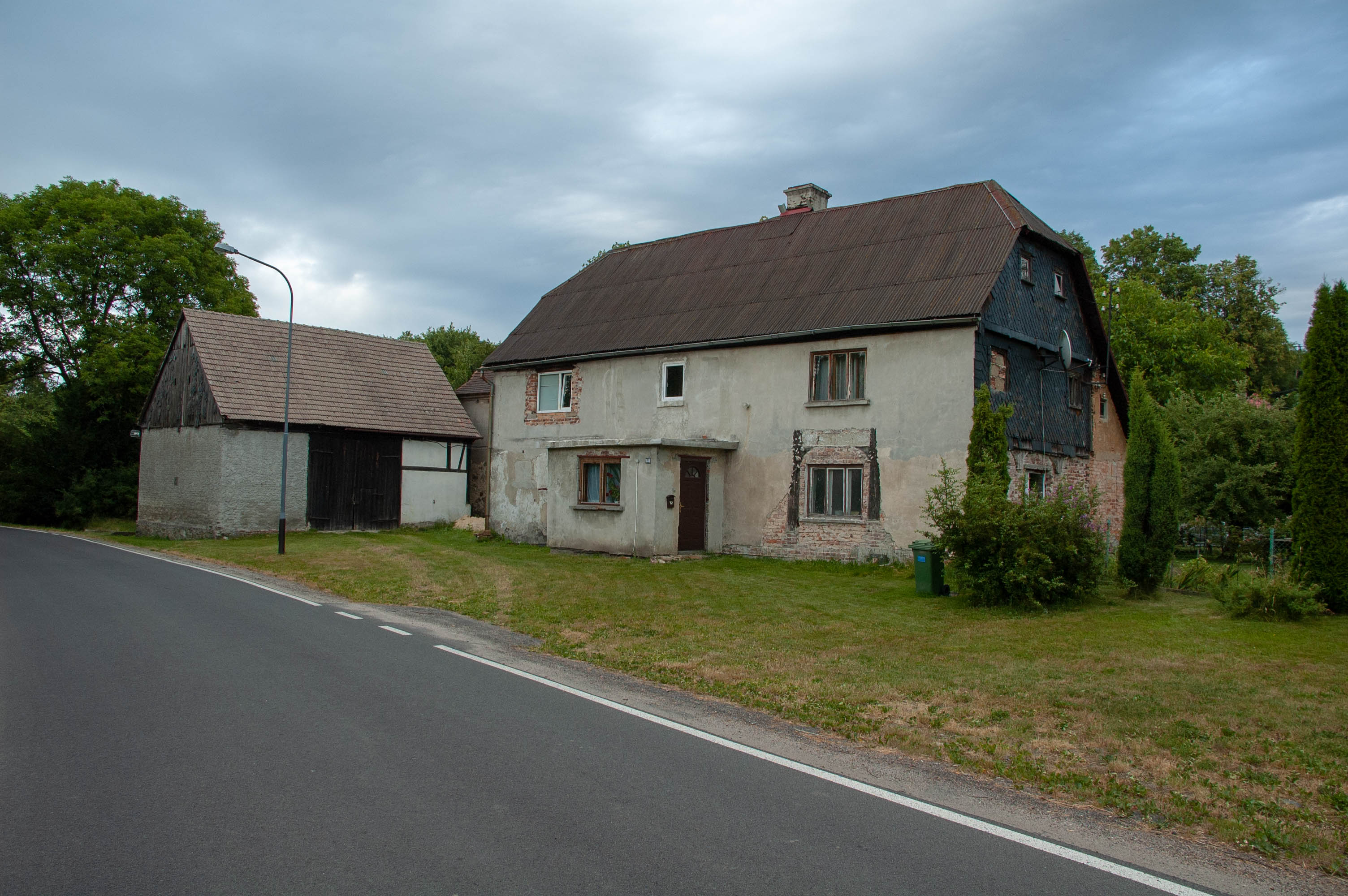